# 裴潜
裴 潜（はい せん、? - 244年）は、中国後漢末期から三国時代の政治家。字は文行。本貫は河東郡聞喜県。祖父は裴曄。父は裴茂。弟は裴儁（字は奉先、蜀志「孟光伝」が引く『裴氏家記』）・裴輯（字は文衡、東眷裴氏の祖）・裴徽（字は文季、西眷裴氏の祖）・裴綰（字は文崇）。子は裴秀・裴耽。『三国志』魏志「和常楊杜趙裴伝」に伝がある。

## 生涯
名家の出であるが、母の身分が低く、また自身も若い頃に礼を軽んじる行動をとったため、父には疎んじられていたという（『魏略』）。
戦乱を避け、当時安定していた荊州に身を寄せた。同じく北方から避難してきた王粲・司馬芝と親しくし、客将である劉備とも交流した。自身も劉表に招かれたが、裴潜は劉表がその器量と不釣合いの野望を持っており、その覇業が大成しないことを見抜いたため、さらに長沙へ下っていった。
曹操が荊州を平定すると、曹操に見出され参丞相軍事に採り立てられた。県令を歴任した後、中央に戻り倉曹属となった。曹操から、以前交流のあった劉備の才略を問われたため「中央にいたなら、人を乱すことはできても治めることはできません。しかし隙を突いて要害を守れば、一地方の主となるだけのものは持っています」と答えた。
北方に赴き、代郡太守を務めた。曹操は、郡で横暴な振る舞いをしていた烏桓の長らへの対策のため、裴潜に大軍を持たせようとした。しかし裴潜は、彼等を刺激するべきではないとして、一台の車のみで任地に赴いた。烏桓の長らからは歓迎を受け、その心服の証として、地面に頭を擦り付けて謝罪された。また、略奪した人や物品を返還された。さらに裴潜は郡内の腐敗役人を一掃し、民衆の心を掴んだ。
3年後、丞相曹属となり中央に戻った。曹操から功績を賞された時、裴潜は後任者の統治失敗と異民族の反乱を予言した。予言通り烏桓の長らは反乱を起こし、曹彰がこれを鎮圧した。
その後は再び地方に赴き、沛国相を経て兗州刺史となった。
219年、孫権が合肥に侵攻したとして、豫州刺史の呂貢と共に揚州へ援軍に赴くよう曹操に指示されたが、温恢の忠告に従って曹操の真意を知り、揚州への軍兵派遣を遅らせ不意の召集に備えた。まもなく、荊州方面で関羽の攻撃により于禁が敗れたため、裴潜達は軽装の軍のみで出陣し、関羽追討に当たっていた徐晃軍への援軍に赴いている。
曹操は、本営の摩陂に駐屯する裴潜の軍が整然としているのを見て、これを賞賛した。
曹丕（文帝）が禅譲により魏王朝を成立させると、裴潜は中央に戻り散騎常侍となった。後に、魏郡・潁川郡の典農中郎将となった。この時、郡太守と同様の人材推挙の権限を典農中郎将にも認めるよう提言し、農政官僚の出世ルートを広げた。
荊州刺史に転任し、関内侯の爵位も得た。この時、州泰を従事として採り立てている。
曹叡（明帝）の時代にも中央に戻り、尚書となった。後に河南尹となり、太尉軍師・大司農といった高官に昇った。爵位も清陽亭侯までになり、二百戸の所領を得た。再び中央に戻り尚書令となり、人事制度の改革を提言し辣腕を振るったが、父が死去したため官を引いた。光禄大夫を得た。
244年に死去。葬儀は簡素にするよう遺言した。太常を追贈され、貞侯と諡された。子が後を継いだ。
『三国志』の著者陳寿は「常に平常心であり、国の柱となる人材であった」と評している。
『魏略』において裴潜の伝は、徐福・厳幹・李義・張既・游楚・梁習・趙儼・韓宣・黄朗と同じ巻に収録されていたという。「生涯を通じて生活は質素であることに努めており、妻や子にもそれを徹底させていた」と評されている。
なお、『三国志』に注を付けた裴松之は裴徽の六世の孫にあたる。裴松之は、注で裴氏一族のその後を詳しく紹介している。